# Церква Святого Миколая (Васильків)
Свято-Миколаївська церква — чинна мурована церква кінця XVIII століття в місті Васильків, Київська область. Розташована по вулиці Шевченка, 11. Є пам'яткою архітектури й чинним православним храмом Української православної церкви.

## Історія

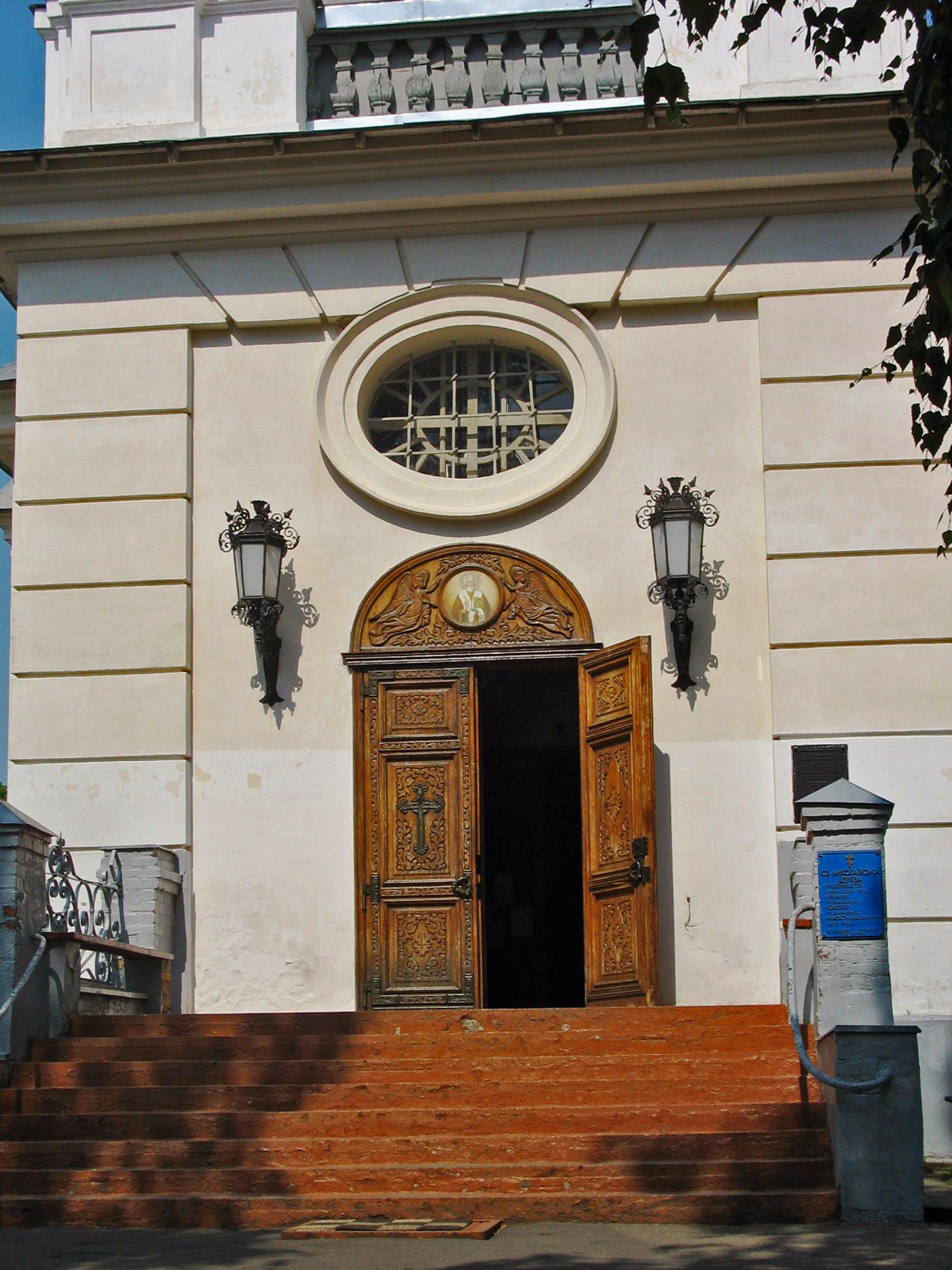
Двері церкви

Більша частина коштів на будівництво церкви надійшла від протоієрея Іоанна Колосовського, який був родом з Черкасу (зараз Здорівка) Васильківського району.
Прослуживши 30 років корабельним священником на Далекому Сході і отримавши платню за ці роки, він закінчив місіонерське служіння та повернувся на рідну землю. Зароблені гроші він віддав на будівництво храму на честь Святого Миколая, покровителя мореплавців і мандрівників. Будівництво храму було завершено у 1792 році. За понад двостолітню історію жодна куля або снаряд не торкнулися її стін, хоча військові сутички не раз точилися в місті. Церква діяла до 1937 року і була закрита за часів сталінських репресій. Відновилося богослужіння у 1943 році.
Метричні книги, клірові відомості, сповідні розписи церкви Святого Миколая зберігаються в ЦДІАК України http://cdiak.archives.gov.ua/baza_geog_pok/church/vasy_011.xml

## Архітектура

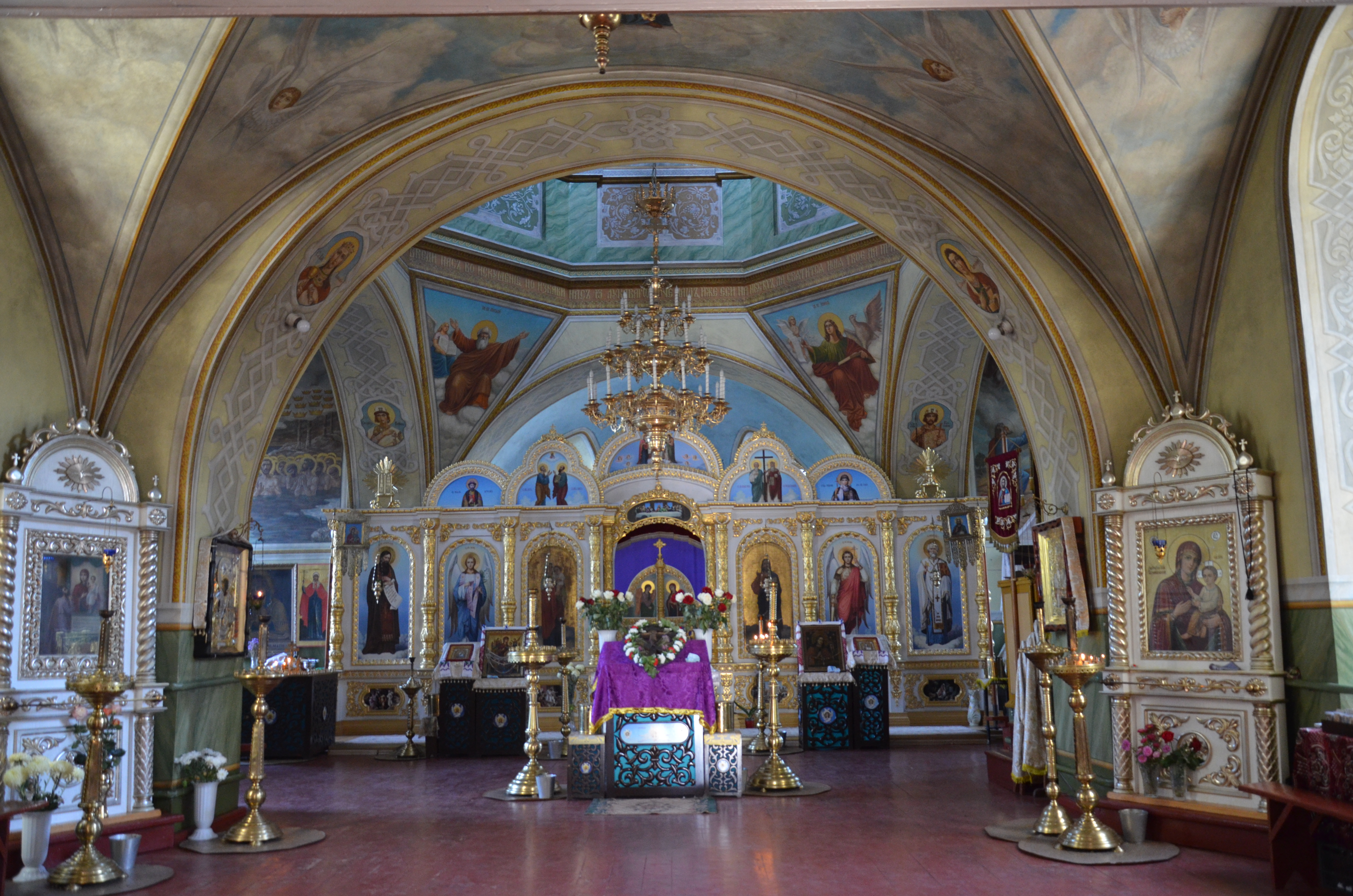
Внутнішній вигляд

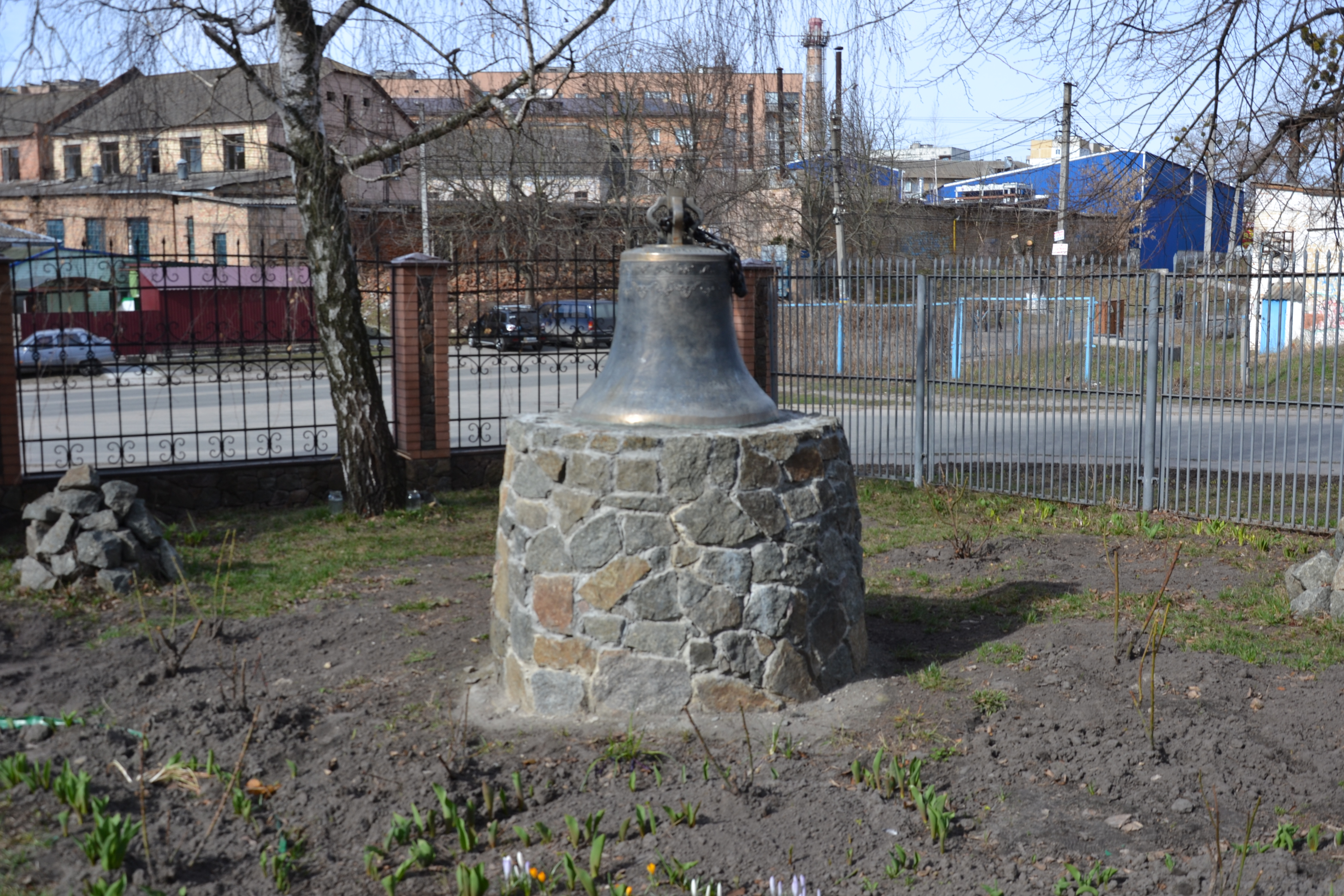
Дзвін у дворі

Будівля цегляна потинькована, хрестова в плані триапсидна однокупольна з прибудованою з заходу двох'ярусною дзвіницею. Стіни розчленовані плоскими лопатками, прорізані великими вікнами. Фасади розчленовані пілястрами і завершуються класичним карнизом. Над середньохрестям на гранчастому барабані розміщений купол. Перший ярус дзвіниці рустований, другий ярус прорізаний арками, увінчаний трикутними фронтонами. Інтер'єр розписано у кінці XIX століття.

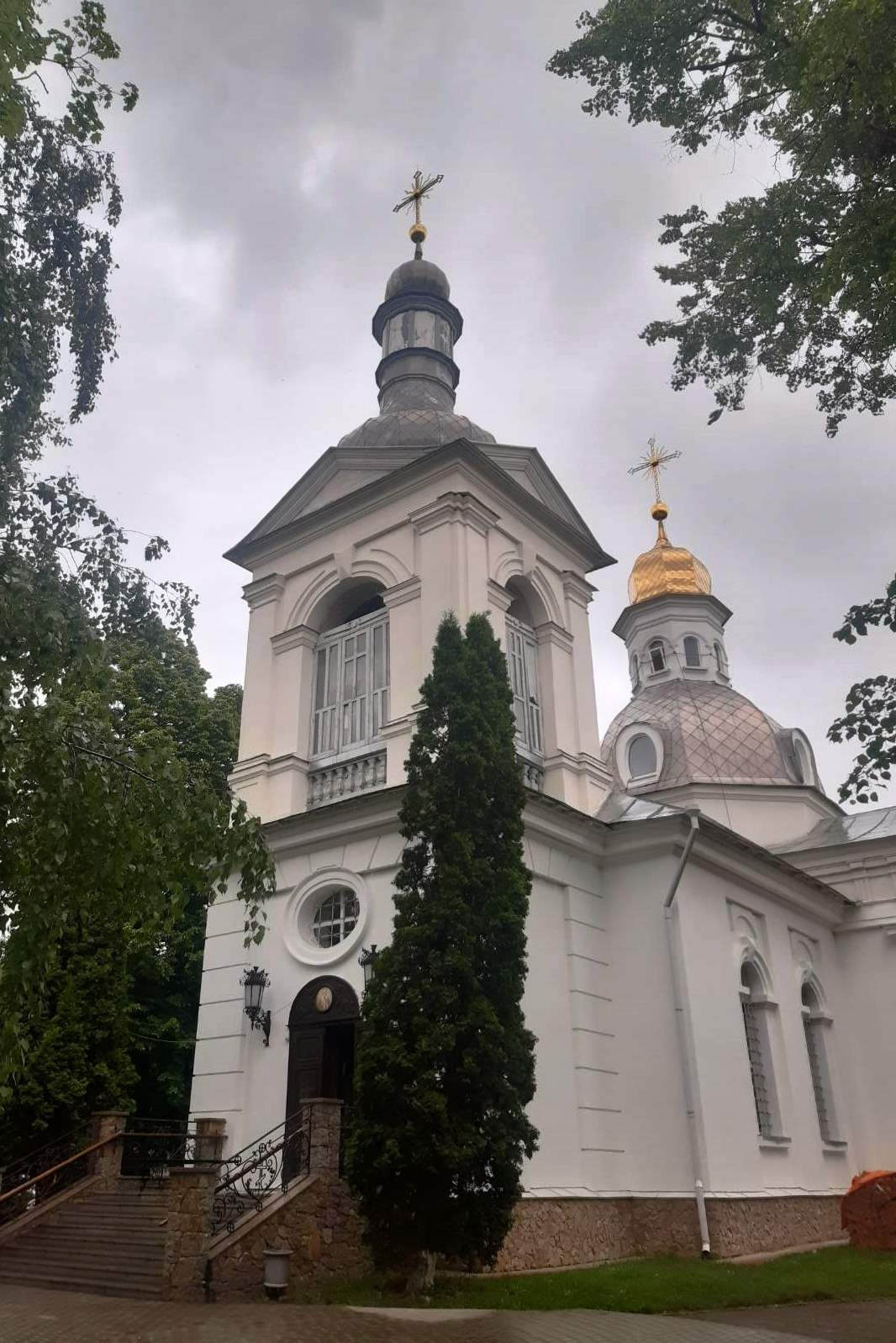
Головний вхiд до храму

Будівля поєднує в собі риси архітектури класицизму з елементами, характерними для стилю бароко.

## Каплиця

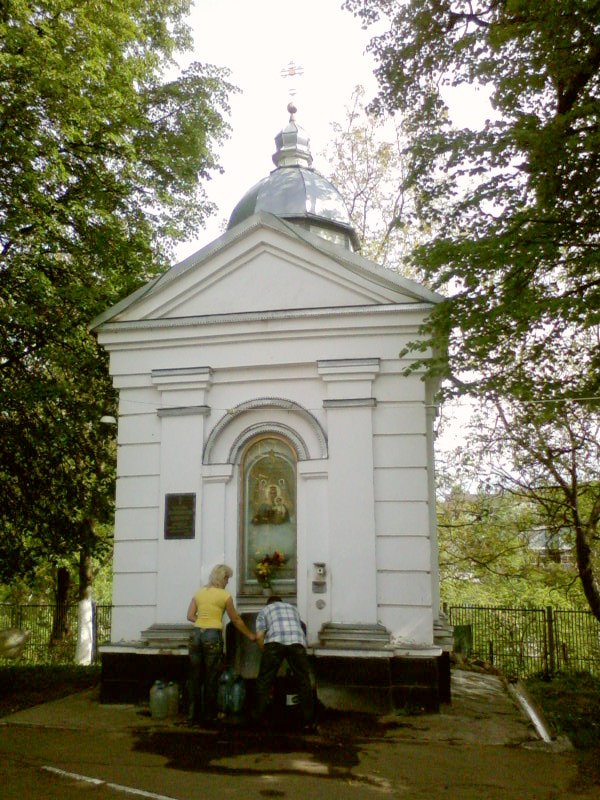
Каплиця над джерелом

Поруч з церквою знаходиться відкрите Святим Феодосієм джерело. Над ним в 1832 році споруджено каплицю. Простояла вона 100 років, і була зруйнована у 1933 році місцевими партійними функціонерами. Тільки у 2001 році, завдяки старанням протоієрея Олексія Тарасова, на кошти Свято-Миколаївської церкви, каплиця була відбудована. У цьому ж році владика Володимир і владика Павло провели переосвячення каплиці.
Щороку 16 травня до цього святого місця здійснюється Хресна хода з усіх Васильківських храмів. Вода з цього джерела вважається цілющою, і по неї щодня з усіх куточків міста і околиць приходять люди..